# Чорнокульський Сергій Тимофійович
Чорнокульський Сергій Тимофійович (н. 17.10.1942) — анатом, доктор медичних наук (1992), професор (2000), професор кафедри анатомії людини з 2000 року.
З відзнакою закінчив Київський медичний інститут ім. О. О. Богомольця в (1971), аспірантуру на кафедрі нормальної анатомії (1973). Працював асистентом до 1981 року. В 1981—1984 рр. — старший викладач кафедри анатомії людини медичного університету в Алжирі. Від 1985 р. працює в Національному медичному університеті ім. О. О. Богомольця: з 1985 до 1993 р. — заступник декана по роботі з іноземними студентами, доцент кафедри нормальної анатомії з 1989 року., професор кафедри від 2000 року. У 1992 р. захистив докторську дисертацію на тему «Гемо — микроциркуляторное русло эндо и моиметрия человека в пренатальном периоде морфогенеза и детородного возраста».
Автор понад 250 наукових праць, у тому числі, 30 навчально — методичних посібників, 10 раціональних пропозицій та винаходів, співавтор окремих розділів монографій.
Основні напрями наукових досліджень: гемо- та лімфомікроциркуляторне русло матки та інших функціонально різновид них органів, імуновазальна морфологія в онтогенезі людини. Співавтор відкриття нових органів імунної системи периваскулярних лімфоїдних вузликів.
Наукові праці: Класифікація органів імунної системи // Вісн. проблем біології і медицини. — Полтава — Харків, 1997. — Вип. 16; Анатомія м'язів: Навч. метод. посібник. — К., 2000; Анатомія внутрішніх органів (спланхнологія): Навч. метод. посібник. — К., 2002 (співавт.); Анатомія кісток та їх з'єднань: Навч.-метод. посібник. — К., 2005 (співавт. В. Д. Єрмольєв).